# NoClue

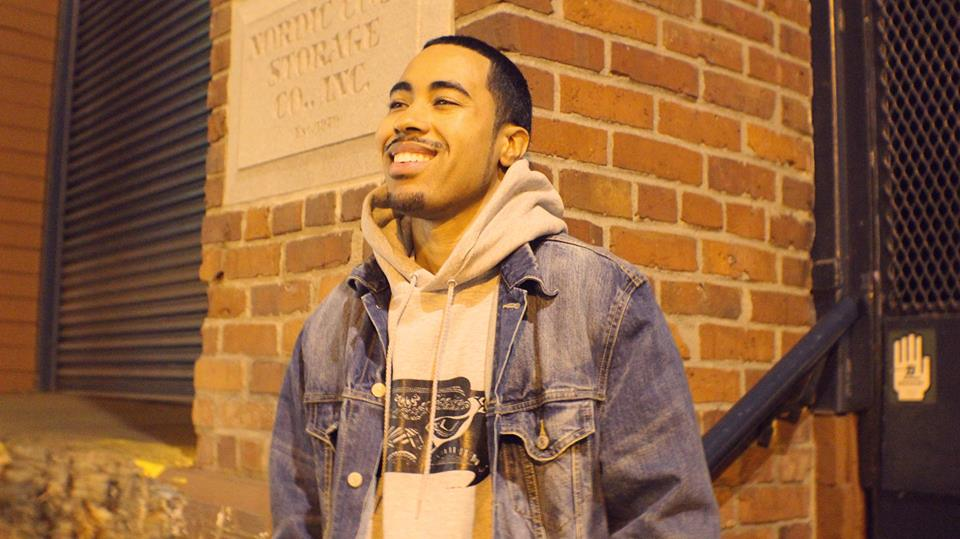
NoClue, 2016

NoClue (eigentlich Ricky Raphel Brown; * 28. Januar 1985 in Seattle) ist ein US-amerikanischer Rapper. 2005 hat er den Weltrekord als schnellster Rapper der Welt aufgestellt, mit 723 Silben in 51,27 Sekunden (14,1 Silben pro Sekunde).

## Stil und Name
NoClues Hip-Hop- und Rap-Stil wurde vom Westcoast-Hip-Hop beeinflusst. Er beschreibt seine Texte als multi-dimensional und seine Beats seien originell und voll mit Energie.
Browns erste Rapeinflüsse kamen vom Rapper 2Pac. In einem Interview kurz nach seinem Weltrekord erklärt er, dass sein Name sich von der „Tatsache, dass die Welt keine Ahnung hatte, welche Auswirkungen er haben würde“ („the fact that the world had no clue what kind of impact he was about to bring“) ableitet.

### Microsoft Windows Azure
Brown wurde das Gesicht von Microsoft Windows Azure (Oktober, 2012). In dem Werbevideo rappt NoClue über die Schnelligkeit von Windows Azure und dem Thema entsprechend rappt er das ganze auch schnell.

## Long Live LLC
Ricky Brown ist der Geschäftsführer und Gründer von Long Live LLC.

## Diskographie
- The Beginning – EP (2010)
- 4Warning (2011)
- Just Landed (2012)
- 12th Man (2013)[8]
- NoClue (2014)